# Oonops amoenus
Oonops amoenus är en spindelart som beskrevs av Raymond Comte de Dalmas 1916. Oonops amoenus ingår i släktet Oonops och familjen dansspindlar.
Artens utbredningsområde är Frankrike. Inga underarter finns listade i Catalogue of Life.